# اس‌اس ماریبا
اس‌اس ماریبا (به انگلیسی: SS Mareeba) یک کشتی است.